# Seznam ulic ve Veveří (Brno)
Seznam ulic ve Veveří uvádí přehled ulic a veřejných prostranství na území evidenční části obce Veveří v Brně, která je územně totožná s katastrálním územím Veveří a tvoří část městské části Brno-střed.

## Seznam
| Název              | Pojmenováno po            | Souřadnice                       | Obrázek | Commons                     | RÚIAN  | Mapy.cz         |
| ------------------ | ------------------------- | -------------------------------- | ------- | --------------------------- | ------ | --------------- |
| Antonínská         |                           | 49°12′8″ s. š., 16°36′18″ v. d.  |         | Antonínská (Brno)           | 20958  | stre&id=78941   |
| Arne Nováka        | Arne Novák                | 49°12′2″ s. š., 16°35′55″ v. d.  |         | Arne Nováka (Brno)          | 20991  | stre&id=78945   |
| Bayerova           | August Bayer              | 49°12′32″ s. š., 16°36′3″ v. d.  |         | Bayerova (Brno)             | 21148  | stre&id=78960   |
| Botanická          | botanická zahrada         | 49°12′23″ s. š., 16°36′1″ v. d.  |         | Botanická (Brno)            | 21610  | stre&id=79006   |
| Bratří Čapků       | bratři Čapkové            | 49°11′58″ s. š., 16°35′27″ v. d. |         | Bratří Čapků (Brno)         | 21695  | stre&id=79014   |
| Bulínova           | Hynek Bulín               | 49°12′35″ s. š., 16°35′29″ v. d. |         | Bulínova                    | 719897 | stre&id=144840  |
| Burešova           | Václav Bureš              | 49°12′19″ s. š., 16°36′13″ v. d. |         | Burešova (Brno)             | 21971  | stre&id=79042   |
| Březinova          | Otokar Březina            | 49°12′19″ s. š., 16°34′55″ v. d. |         | Březinova (Brno)            | 21865  | stre&id=79031   |
| Cihlářská          | cihelna                   | 49°12′15″ s. š., 16°36′17″ v. d. |         | Cihlářská (Brno)            | 22314  | stre&id=79076   |
| Dřevařská          | sklad                     | 49°12′32″ s. š., 16°36′4″ v. d.  |         | Dřevařská (Brno)            | 22934  | stre&id=79138   |
| Gorkého            | Maxim Gorkij              | 49°11′59″ s. š., 16°35′50″ v. d. |         | Gorkého (Brno)              | 23574  | stre&id=79201   |
| Grohova            | Vladimír Groh             | 49°12′1″ s. š., 16°35′37″ v. d.  |         | Grohova (Brno)              | 23604  | stre&id=79204   |
| Hoppova            | Bedřich Hoppe             | 49°12′29″ s. š., 16°36′8″ v. d.  |         | Hoppova                     | 24163  | stre&id=79260   |
| Hrnčířská          | hrnčíř                    | 49°12′33″ s. š., 16°35′50″ v. d. |         | Hrnčířská (Brno)            | 24325  | stre&id=79276   |
| Jana Uhra          | Jan Uher                  | 49°12′8″ s. š., 16°35′42″ v. d.  |         | Jana Uhra (Brno)            | 24651  | stre&id=79309   |
| Janáčkovo náměstí  | Leoš Janáček              | 49°12′4″ s. š., 16°36′13″ v. d.  |         | Janáčkovo náměstí (Brno)    | 25020  | stre&id=79346   |
| Jaselská           | Jasło                     | 49°11′56″ s. š., 16°36′2″ v. d.  |         | Jaselská (Brno)             | 24716  | stre&id=79315   |
| Jiráskova          | Alois Jirásek             | 49°12′7″ s. š., 16°35′46″ v. d.  |         | Jiráskova (Brno)            | 24970  | stre&id=79341   |
| Konečného náměstí  | Alois Konečný             | 49°12′17″ s. š., 16°35′41″ v. d. |         | Konečného náměstí (Brno)    | 26417  | stre&id=79486   |
| Kotlářská          | kotlář                    | 49°12′25″ s. š., 16°36′3″ v. d.  |         | Kotlářská (Brno)            | 26131  | stre&id=79457   |
| Kounicova          | Václav Robert z Kounic    | 49°12′22″ s. š., 16°35′49″ v. d. |         | Kounicova (Brno)            | 26158  | stre&id=79459   |
| Kraví hora         | Kraví hora                | 49°12′21″ s. š., 16°35′13″ v. d. |         | Kraví hora (street in Brno) | 26310  | stre&id=79476   |
| Lidická            | Lidice                    | 49°12′17″ s. š., 16°36′22″ v. d. |         | Lidická (Brno)              | 27031  | stre&id=79548   |
| Lužická            | Lužice                    | 49°12′22″ s. š., 16°35′4″ v. d.  |         |                             | 27251  | stre&id=79570   |
| Marešova           | František Mareš           | 49°11′51″ s. š., 16°36′7″ v. d.  |         | Marešova (Brno)             | 27430  | stre&id=79588   |
| Mezírka            |                           | 49°12′4″ s. š., 16°36′17″ v. d.  |         | Mezírka (Brno)              | 27863  | stre&id=79631   |
| Moravské náměstí   | Morava                    | 49°11′56″ s. š., 16°36′24″ v. d. |         | Moravské náměstí (Brno)     | 28533  | stre&id=79696   |
| Mášova             | Jan Máša                  | 49°12′1″ s. š., 16°36′23″ v. d.  |         | Mášova                      | 27740  | stre&id=79619   |
| Nerudova           | Jan Neruda                | 49°12′22″ s. š., 16°35′43″ v. d. |         | Nerudova (Brno)             | 28720  | stre&id=79715   |
| Obilní trh         | cereálie a pseudocereálie | 49°11′56″ s. š., 16°35′51″ v. d. |         | Obilní trh                  | 28622  | stre&id=79705   |
| Pekárenská         | pekárna                   | 49°12′6″ s. š., 16°36′2″ v. d.   |         | Pekárenská (Brno)           | 29467  | stre&id=79789   |
| Resslova           | Josef Ressel              | 49°12′25″ s. š., 16°35′28″ v. d. |         | Resslova (Brno)             | 36706  | stre&id=80509   |
| Rybkova            | Vladislav Rybka           | 49°12′16″ s. š., 16°35′24″ v. d. |         | Rybkova                     | 31143  | stre&id=79956   |
| Sevřená            |                           | 49°12′35″ s. š., 16°35′35″ v. d. |         | Sevřená (Brno)              | 719919 | stre&id=144842  |
| Slovákova          | Alois Slovák              | 49°12′1″ s. š., 16°36′8″ v. d.   |         | Slovákova (Brno)            | 31780  | stre&id=80019   |
| Smetanova          | Bedřich Smetana           | 49°12′8″ s. š., 16°36′12″ v. d.  |         | Smetanova (Brno)            | 31828  | stre&id=80023   |
| Sokolská           | Sokol                     | 49°12′14″ s. š., 16°36′0″ v. d.  |         | Sokolská (Brno)             | 31933  | stre&id=80034   |
| Stojanova          | Antonín Cyril Stojan      | 49°11′59″ s. š., 16°35′31″ v. d. |         | Stojanova (Brno)            | 32221  | stre&id=80063   |
| Sušilova           | František Sušil           | 49°12′20″ s. š., 16°35′58″ v. d. |         | Sušilova (Brno)             | 32417  | stre&id=80082   |
| Tučkova            | Josef Tuček               | 49°12′23″ s. š., 16°35′55″ v. d. |         | Tučkova (Brno)              | 33561  | stre&id=80196   |
| Tyršův sad         | Miroslav Tyrš             | 49°12′10″ s. š., 16°36′11″ v. d. |         | Tyršův sad (Brno)           | 37044  | base&id=1923550 |
| Tůmova             | František Sokol-Tůma      | 49°12′19″ s. š., 16°34′58″ v. d. |         | Tůmova (Brno)               | 33634  | stre&id=80203   |
| Veveří             | Veveří                    | 49°11′59″ s. š., 16°36′7″ v. d.  |         | Veveří (street in Brno)     | 34487  | stre&id=80288   |
| Zahradníkova       | Karel Zahradník           | 49°12′27″ s. š., 16°35′52″ v. d. |         | Zahradníkova (Brno)         | 35319  | stre&id=80371   |
| Závodní            | Sokolský stadion          | 49°12′10″ s. š., 16°36′1″ v. d.  |         | Závodní (Brno)              | 35513  | stre&id=80391   |
| náměstí Míru       | mír                       | 49°12′8″ s. š., 16°34′53″ v. d.  |         | Náměstí Míru (Brno)         | 28541  | stre&id=79697   |
| Údolní             | údolí                     | 49°11′57″ s. š., 16°35′14″ v. d. |         | Údolní (Brno)               | 34053  | stre&id=80245   |
| Úvoz               | Špilberk                  | 49°11′40″ s. š., 16°35′42″ v. d. |         | Úvoz (Brno)                 | 34118  | stre&id=80251   |
| Čápkova            | Karel Čápek               | 49°12′7″ s. š., 16°35′40″ v. d.  |         | Čápkova (Brno)              | 22390  | stre&id=79084   |
| Štefánikova        | Milan Rastislav Štefánik  | 49°12′42″ s. š., 16°36′7″ v. d.  |         | Štefánikova (Brno)          | 22675  | stre&id=79111   |
| Šumavská           | Šumava                    | 49°12′42″ s. š., 16°35′46″ v. d. |         | Šumavská (Brno)             | 33014  | stre&id=80142   |
| Žerotínovo náměstí | Karel starší ze Žerotína  | 49°11′55″ s. š., 16°36′16″ v. d. |         | Žerotínovo náměstí (Brno)   | 35831  | stre&id=80423   |
| Žižkova            | Jan Žižka                 | 49°12′23″ s. š., 16°35′26″ v. d. |         | Žižkova (Brno)              | 35882  | stre&id=80428   |